# Mad About You
Mad About You (bra: Louco por Você; prt: Doido por Ti) é  uma sitcom estadunidense estrelada por Paul Reiser e Helen Hunt, exibida pela rede NBC entre 23 de setembro de 1992 a 24 de maio de 1999. Uma nova temporada foi criada em 2019 para o serviço de streaming Spectrum Originals.
A série tem como tema principal as neuroses e confusões de um casal recentemente casado morando em Nova Iorque. Reiser interpreta Paul Buchman, um diretor de documentários, e Hunt faz Jamie Stemple Buchman, uma especialista em relações públicas. Perto do fim da série o casal teve uma filha chamada Mabel.
A música tema da série, "Final Frontier", escrita por Reiser e Don Was, foi originalmente interpretada por Andrew Gold. Anita Baker tem outra versão, com direito a Reiser no piano, que foi introduzida no meio da temporada de 1997, e continuou a ser apresentada até o fim da série. Lyle Lovett, que chegou a participar de alguns episódios, canta a versão do revival de 2019.

## Mad About Youfora dos EUA
Em Portugal, a série foi transmitida sob o nome Doido por ti, na TVI entre 1996 e 1999, e no canal por cabo SIC Mulher, de 14 de setembro de 2004 a 29 de abril de 2005. Entre 2018 e 2020, a série foi retransmitida na RTP Memória.
A partir de 3 de janeiro de 2005, a série Mad About You foi transmitida no Reino Unido pelo extinto canal ABC1. Na America Latina, foi exibida pelo canal pago Sony Entertainment Television, no áudio original com legendas.
No Brasil, a série foi exibida pela Rede Globo em 1994, pela Bandeirantes em 1995 e pelo antigo Canal 21 (somente em UHF para a Região Metropolitana de São Paulo), na versão dublada no Rio de Janeiro pela Herbert Richers, que durou apenas quatro temporadas. Atualmente, vai ao ar no canal pago TCM, e uma reexibição (iniciada em 2019) contou com uma dublagem completa da série, feita em São Paulo pela Dublavídeo.

## Personagens Principais

### Jamie Stemple Buchman

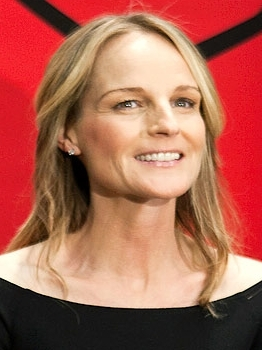
Helen Hunt, intérprete de Jamie.

Jamie Stemple Buchman (nascida em 19 de fevereiro de 1963) é a filha mais nova de Gus e Theresa Stemple. Depois de sete namorados na Universidade de Yale, ela conhece Paul Buchman em uma banca de jornais de Nova Iorque, roubando-lhe uma cópia do jornal The New York Times. Sua dificuldade de lidar com sua sogra é uma das premissas para as piadas do programa.

### Paul Buchman

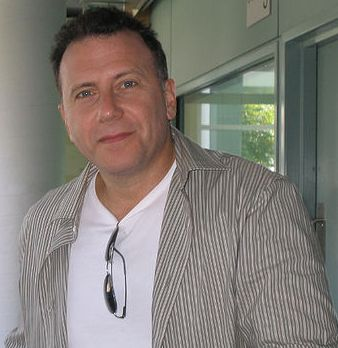
Paul Reiser, co-criador e intérprete de Paul.

Paul Buchman (19 de abril de 1958) foi concebido na mesa onde sua mãe servia purê de batatas. Depois de estudar filmologia na Universidade de Nova York, ele decide se concentrar na carreira de cineasta e documentarista em Nova York. Sua esposa, seu cachorro e sua filha vivem no bairro de Greenwich Village.

### Murray
Murray é o animal de estimação dos Buchman´s e um dos favoritos dos fãs da série, por ser um cão muito bem treinado. Foi encontrado quando ainda era um filhote por Paul, e estava caminhando com seu dono quando esse encontrou Jamie pela primeira vez. Invariavelmente, ele vê um rato invisível e corre desesperado atrás dele, sempre terminando numa forte batida contra algum móvel do apartamento. Em um dos episódios, Jamie encontra o rato "real" que Murray tanto tenta pegar durante a série. No episódio final da série, The Final Frontier, Mabel adulta diz que Murray faleceu quando ela tinha seis anos de idade, mas não diz o motivo.

### Fran Devanow
A melhor amiga de Jamie, Fran Devanow era a vice-presidente regional do escritório de relações públicas Farrer-Gantz, tendo Jamie como assistente. Em 1989, quando Fran se demite para passar mais tempo com seu filho de cinco anos de idade e seu marido, Jamie é promovida para o antigo cargo de Fran. O relacionamento de Fran e Mark dura 10 anos, e na separação choca Paul e Jamie. Depois, Mark e Fran acabam se reconciliando.

### Lisa Stemple
Três anos mais velha que sua irmã Jamie, Lisa sofre de decisões psicológicas incontroláveis. Depois de uma crise de raiva, ela conta a Jamie sobre todos os seus problemas em uma entrevista que acaba por se tornar um capítulo do livro "Maniacs". Sem um lugar fixo onde mora, Lisa sempre lava suas roupas no apartamento de Paul e Jamie e, invariavelmente, usa as roupas de Jamie e faz suas refeições no mesmo apartamento. Toda visita de seus pais fazem com que Lisa coma desesperadamente.

### Ira Buchman
Um "ser" único, o primo de Paul, Ira, aparece pela primeira vez em Mad About You no episódio The Wedding Affair. Ira vive em Sheepshead Bay, no Brooklyn. Ele trabalha para o pai de Paul, Burt, na Buchman's Sporting Goods. Paul e Ira mantém uma amizade muito grande, mas eles escondem a rivalidade quando Ira herda a loja de esportes na aposentadoria de Burt. Ele frequentemente aparece em episódios como um conquistador barato e conselheiro de Paul e Jamie.

### Sylvia Buchman
A mãe de Paul, Sylvia, quase sempre tem atritos com Jamie, apesar de ocasionalmente, manterem boas relações.

### Burt Buchman
Burt mantém uma loja de esportes em Manhattan por anos, até passar a loja para Ira após sua aposentadoria. Sua principal característica no programa é quando ele bate na porta do apartamento de Paul e Jamie para uma visita, exclamando: "Sou eu, Burt! Burt Buchman! Pai de Paul Buchman!"

### Mabel Buchman
A filha da Paul e Jamie nasce durante as temporadas. Jamie demora a escolher seu nome, e o faz por ser as iniciais da frase "Mothers Always Bring Extra Love" ("Mamãe sempre traz um amor extra").

## Elenco
- Paul Reiser (Paul Buchman)
- Helen Hunt (Jamie Stemple Buchman)
- Anne Ramsay (Lisa Stemple)
- Leila Kenzle (Fran Devanow)
- Richard Kind (Dr. Mark Devanow)
- John Pankow (Ira Buchman, primo de Paul)
- O cachorro Maui (Murray)
- Cynthia Harris (Sylvia Buchman)
- Louis Zorich (Burt Buchman)
- Robin Bartlett (Debbie Buchman)
- Tommy Hinkley (Jay Selby, amigo de faculdade de Paul que frequentava o apartamento na primeira temporada)

### Convidados regulares
- Judy Geeson (Maggie Conway, vizinha inglesa do apartamento de Paul e Jamie)
- Paxton Whitehead (Hal, Primeiro e terceiro marido de Maggie)
- Jim Piddock (Hal, segundo marido de Maggie)
- Lisa Kudrow (Ursula Buffay, uma garçonete tola, irmã de Phoebe de Friends)
- Suzie Plakson (Dr. Joan Golfinos)
- Hank Azaria (Nat Ostertag)
- Mo Gaffney (Dr. Sheila Kleinman)
- Nancy Dussault (1992), Penny Fuller (1993-1996) e Carol Burnett (1996-1999) (Theresa Stemple, mãe de Jamie)
- Carroll O'Connor (Gus Stemple, pai de Jamie 1996-1999)
- Patrick Bristow (Troy, "puxa-saco" do escritório onde Jamie trabalhou)
- Jerry Adler (Sr. Wicker, o faz-tudo do prédio)

### Convidados especiais
- John Astin
- Kevin Bacon
- Christie Brinkley, no episódio Virtual Reality (como ela própria - 2ª temporada, 1994)
- Garth Brooks
- Mel Brooks (como Phil, tio de Paul)
- Steve Buscemi
- Sid Caesar
- Dan Castellaneta
- Ellen DeGeneres
- Patrick Ewing
- Janeane Garofalo (como Mabel Buchman adulta)
- John Gegenhuber (como Dr. Ben no "nascimento")
- Al Gore
- Seth Green
- Billy Joel
- Nathan Lane
- Cyndi Lauper
- Eugene Levy
- Jerry Lewis
- Mark McGwire
- Larry Miller
- Yoko Ono (como ela mesma)
- Paul Parducci (como Dante)
- Regis Philbin (como ele mesma)
- Carl Reiner (como Alan Brady)
- Michael Richards (como Cosmo Kramer)
- Jerry Seinfeld (como ele mesmo)
- Eric Stoltz (como o ex-namorado de Jamie)
- Bruce Willis (como ele mesmo)
- Steven Wright
- Andre Agassi

### Revival
- Abby Quinn (Mabel Buchman)
- Kecia Lewis (Tonya, a nova esposa de Mark)
- Antoinette LaVecchia (Lucia Francavella, a noiva de Ira)
- Cloris Leachman (Sra. Mandelbaum, uma paciente de Jamie)

## Prêmios
Mad About You venceu vários importantes prêmios como Globo de Ouro, Peabody Award e Genesis Award, além de cinco indicações ao Emmy Awards como "Melhor Série de Comédia", e eleita como a "Comédia de Maior Qualidade" pela Quality Television.
Helen Hunt venceu quarto prêmios Emmy consecutivos como Atriz em Comédia, e seu pai, Gordon Hunt, venceu o prêmio Director's Guild Award por dirigir o episódio da terceira temporada The Alan Brady Show. O TV Guide nomeou este como um dos melhores episódios da história da TV.  As participações de Mel Brooks, Cyndi Lauper, Carl Reiner, Carol Burnett também receberiam Emmys para Melhor Ator\Atriz Convidado.

## Trilha Sonora
Em 1997, a Atlantic/Wea lançou a trilha sonora de Mad About You. A trilha sonora foi inspirada na sitcom, composta de músicas sentimentais e engraçadas, além de vídeoclipes com imagens do programa. As faixas foram organizadas cronologicamente, conforme passassem os anos do relacionamento do casal. O álbum possui duas versões da música de Paul Reiser, Final Frontier - a primeira faixa é a versão clássica conhecida dos fãs, enquanto a última é uma versão de jazz de Anita Baker, com Paul Reiser nos teclados. As 21 faixas são as seguintes:
- "Final Frontier (TV Theme)" - Andrew Gold
- "Who I Am" - Faith Hill
- "No Pressure" - Paul Reiser & Helen Hunt
- "I've Been Lonely Too Long" - The Young Rascals
- "At Last!" - Etta James
- "That's Marriage?" - Paul Reiser & Helen Hunt
- "Ice Cream" - Sarah McLachlan
- "I Love The Way You Love Me" - Eric Martin
- "Nobody Knows Me" - Lyle Lovett
- "Sneaky Feelings" - Elvis Costello
- "A Talk In The Park" - Paul Reiser & Helen Hunt
- "Love And Forgiveness" - Julia Fordham
- "A Magic Moment" - Paul Reiser & Helen Hunt
- "The Things We've Handed Down" - Marc Cohn
- "Lullaby For You" - BeBe Winans
- "She Crawls Away" - Hootie & the Blowfish
- "My First Child" - Nil Lara
- "Beautiful Boy (Darling Boy)" - John Lennon
- "Baby Girl" - The Tony Rich Project
- "Unconditional Love" - Paul Reiser & Helen Hunt
- "Mad About You - The Final Frontier" - Anita Baker

## DVD
Até 2012, a Sony Pictures Home Entertainment lançou DVDs de cinco temporadas da série. Os DVDs da sexta e da sétima temporadas ainda não têm previsão de lançamento, mas acredita-se que devem ser lançados em futuro próximo.
Existe um DVD chamado "Mad About You Collection", contendo os episódios favoritos escolhidos pelos fãs, através de enquete. Não há previsão de lançamento para os DVDs das temporadas no Brasil ou em Portugal, mas o "Mad About You Collection", com legendas em português, pode ser encontrado à venda na internet em sites brasileiros, e a edição europeia das primeiras temporadas está à venda em Portugal e no Brasil em lojas especializadas em produtos importados.

## Crossovers
Mad About You teve alguns crossovers (encontros de situações) com outras sitcoms da NBC filmadas em Nova York, assim como alguns outros programas televisivos.
- Friends: Lisa Kudrow interpretava a distraída Ursula, garçonete do restaurante Riff's, frequentado por Paul e Jamie. Kudrow viria a interpretar a personagem Phoebe Buffay na série (também da NBC) Friends. Como forma de criar um vínculo entre as séries, Ursula e Phoebe foram consideradas irmãs gêmeas idênticas. Em um dos episódios de Friends, Jamie e Fran entram na cafeteria Central Perk, frequentada pelos personagens de Friends, e confundem Phoebe com sua conhecida Ursula. Possivelmente por problemas de direitos autorais (já que Mad Abot You era da Columbia/Tristar e Friends da Warner Brothers), Helen Hunt e Leila Kenzle nunca são chamadas pelos seus nomes Jamie e Fran, respectivamente. Em outra conexão, na mesma noite em que Jamie causa um blecaute em Nova York tentando contrabandear TV a cabo, o episódio de Friends se passou durante tal apagão.
- Seinfeld: Em um episódio de Mad About You, é revelado que o antigo apartamento de Paul foi alugado pelo personagem Cosmo Kramer, de Seinfeld. No entanto, em episódios futuros, a série Seinfeld viria a retratar os dois universos das séries como distintos. Isso acontece, por exemplo, quando a noiva de George Costanza o chama para assistir Mad About You ao invés de futebol americano, deixando claro que a segunda é uma série de TV também no universo de Seinfeld. Já em um episódio de Mad About You, Paul, sob o efeito do Viagra, tromba com Jerry Seinfeld nas ruas, mas fazendo referência a ele como o comediante famoso da série de TV—mais uma vez diferenciando os universos das duas séries.